# Elisabeth Schmidt (Politikerin, 1974)
Elisabeth Schmidt (* 16. Jänner 1974 in Wien als Elisabeth Ullmann) ist eine österreichische Politikerin (FPÖ). Sie war von November 2015 bis November 2020 Abgeordnete ihrer Partei zum Wiener Landtag und Gemeinderat.

## Leben
Elisabeth Schmidt besuchte nach der erfolgreich absolvierten Matura einen Universitätslehrgang für Öffentlichkeitsarbeit an der Universität Wien. Die somit akademisch geprüfte PR-Beraterin war zunächst von 1998 bis 1999 Mitarbeiterin bei Mayr-Melnhof Karton. Danach war sie bis 2001 als Marketingleiterin bei Bang & Olufsen tätig. Zuletzt war sie von 2004 bis 2006 im Bereich Marketing bei der Österreichischen Post tätig.
2007 begann Schmidts Wirken für die FPÖ. Zunächst war sie Pressereferentin der Partei, seit einigen Jahren ist sie Moderatorin von FPÖ-TV, einer Informationsplattform auf YouTube.
Von Oktober 2010 bis Dezember 2012 hatte sie ihr erstes politisches Mandat inne, als Bezirksrätin im Wiener Gemeindebezirk Donaustadt. Ab November 2015 war Schmidt Landtagsabgeordnete. Nach der Landtags- und Gemeinderatswahl in Wien 2020 schied sie mit 24. November 2020 aus dem Landtag aus.
Schmidt ist Mutter von zwei Söhnen.